# Mecothrix melalopha
Mecothrix melalopha is een vlinder uit de familie van de visstaartjes (Nolidae). Deze soort is voor het eerst wetenschappelijk beschreven als Celama melalopha door George Francis Hampson in een publicatie uit 1900.
De soort komt voor in Ghana, Kameroen, Centraal Afrikaanse Republiek en São Tomé en Principe.